# Az elveszett kardforgató
Az elveszett kardforgató (eredeti cím: The Lost Bladesman) 2011-ben bemutatott kínai-hongkongi történelmi háborús film, amely Guan Yu A három királyság regényes története című regényének igaz története alapján készült. A filmet Alan Mak és Felix Chong rendezte, a főszerepben Donnie Yen látható, mint Guan Yu. 
2011. április 28-án debütált, Magyarországon televízióban sugározták magyar szinkronnal.

## Történet
20 évvel ezelőtt, a Han birodalom nagyszabású invázióba kezdett. Cao Cao egy maroknyi harcossal az oldalán, küzdött a béke és az egyensúly visszaállításáért. Azonban Yuan Shao saját sereget toborzott, hogy elárulja őket. Nagy létszámfölényben Yuan Shao megtámadta Boma városát. A csapat kis létszám ellenére mindig ravaszul és kitartóan harcolt, megnyerve minden csatát. Ám látván a kegyetlen vérrontást, a hadnagyok harci kedve alább hagyott, tudva, hogy a várost elveszíthetik. 
Guan Yu (Donnie Yen) hét éven át harcolt Liu Bei oldalán a rivális Wei és Wu birodalom ellen, földi pokollá változtatva ezzel Kínát. 20 évvel később Wei és Wu megtámadta az erősítésre váró Guan seregét. Guan Yun Chang utolsó leheletéig harcolt az emberei oldalán. Végül a túlerő legyőzte, fogságba esett és megölték. Levágott fejét pedig elküldték Cao Cao-nak.
Cao Cao ünnepélyes keretek között temette el Guan fejét remélve, hogy ezzel háborút sző Zhi és Wu között. Wu fejedelmi módon temette el Guan testét és templomot emelt neki, ezzel a szövetség felbomlott és Guan Yun Chang temetése után Liu Bei megtámadta Wu-t.

## Szereplők
- Donnie Yen – Guan Yun Chang
- Jiang Wen – Cao Cao
- Alex Fong – Liu Bei
- Chin Siu-ho – Yan Liang
- Sun Li – Qilan
- Andy On – Kong Xiu
- Shao Bing – Zhang Liao
- Calvin Li – Qin Qi
- Wang Po-chieh – Xian Han császár
- Wang Xuebing – Wang Zhi
- Chen Hong – Lady Gan, Liu Bei első felesége.
- Zhao Ke – Lady Mi, Liu Bei második felesége.